# Nimba terranovae
Nimba terranovae är en mossdjursart som först beskrevs av Powell 1967.  Nimba terranovae ingår i släktet Nimba och familjen Lacernidae. Inga underarter finns listade i Catalogue of Life.